# 의령 신포리 입석군
의령 신포리 입석군(宜寧 新浦里 立石群)은 대한민국 경상남도 의령군 칠곡면 신포리에 있는 선돌이다. 1997년 12월 31일 경상남도의 기념물 제192호로 지정되었다.

## 개요
입석은 바위를 길게 다듬어 세워놓은 것으로 선돌이라고도 하며, 고인돌과 함께 큰돌 문화의 일종이다. 그 목적이나 유래가 확실하지는 않으나, 선사시대에는 고인돌 주변에 세워 묘의 영역을 표시하기도 하였고, 역사시대에 와서는 마을 입구에 세워 귀신을 막거나 경계를 나타내기도 하였으며, 토착신앙과 결합하여 장수를 비는 대상이 되기도 하였다. 또한 당시 농경사회의 풍요로운 수확을 기원하는 의식과 다산(多産)을 기원하는 의식을 위해 세우기도 하였다.
신포리 마을을 에워싸듯 둘러서 있는 이 입석들은 모두 8기에 이르며, 그 중 2기는 마주보며 거의 붙어 있다. 규모는 작은 것이 높이 2m 가량이며, 큰 것은 4m 정도로, 너비는 1.5m 가량이다.

## 참고 문헌
- 의령 신포리 입석군 - 국가유산청 국가유산포털